# Салинит
Салинит (англ. Sahlinite) — минерал, арсенат свинца с дополнительными анионами Cl- (класс фосфатов, арсенатов и ванадатов). Образует чешуйчатые кристаллы серовато-жёлтого цвета. Салинит был открыт в 1934 году на месторождении Лонгбан, Швеция (Långban, Sweden). Назван в честь Карла Андреаса Салина (1861—1943), шведского химика и директора металлургического завода в Лаксо (Швеция).

## Месторождения
- Лонгбан, Швеция (Långban, Sweden)
- шахта «Якобсберг», Нордмарксхюттан, Швеция (Jakobsberg Mine, Nordmarkshyttan, Sweden)
- шахта «Харстиген», Персберг, Швеция (Harstigen Mine, Persberg, Sweden)
- Комбат, Намибия (Kombat, Namibia)